# Wapen van Hindeloopen

Wapen van Hindeloopen

Het wapen van Hindeloopen werd tussen 1818 en 1984 door de Friese gemeente Hindeloopen gebruikt als gemeentelijk wapen. Het wapen toont een lopende hinde en is daarmee een sprekend wapen, echter oudere wapens toonden een hert met horens. In 1984 ging de gemeente op in de nieuw ontstane gemeente Nijefurd.
In 1355 werd reeds een hinde als symbool voor Hindeloopen gebruikt, ook in de eeuwen erna werden hinden op zegels gebruikt. In 1496 gaat het om een liggende hinde in een omheining en een ander toonde een lopende hinde tussen bomen. Onder andere op de Gedenkzuyl der VII verëenigde Nederlanden uit 1793, tevens op een prent van Jacob Folkema, 1702 - 1725 staat een wapen afgebeeld in blauw met daarop een groene schilvoet een groene boom met aan weerszijden daarvan een mannelijk en vrouwelijk klimmend hert in hun natuurlijke kleur.

## Blazoenering
De blazoenering van het wapen dat op op 25 maart 1818 aan Hindeloopen toegekend werd, luidde als volgt:
Van zilver beladen met een hinde, loopende op een terras van groen. Het schild gedekt met een goude kroon.
In de blazoenering wordt niet vermeld dat de hinde, een vrouwelijk hert, rood is van kleur. Eveneens niet vermeld is het aantal bladeren, de oude Franse markiezenkroon heeft er drie met daartussen in totaal zes parels. Het schild zelf is zilver van kleur met in de schildvoet een groen veld waarop de hinde op alleen de achterpoten staat.

## Vergelijkbare wapens

Het wapen van Wonseradeel
Gedenkzuyl, 1793
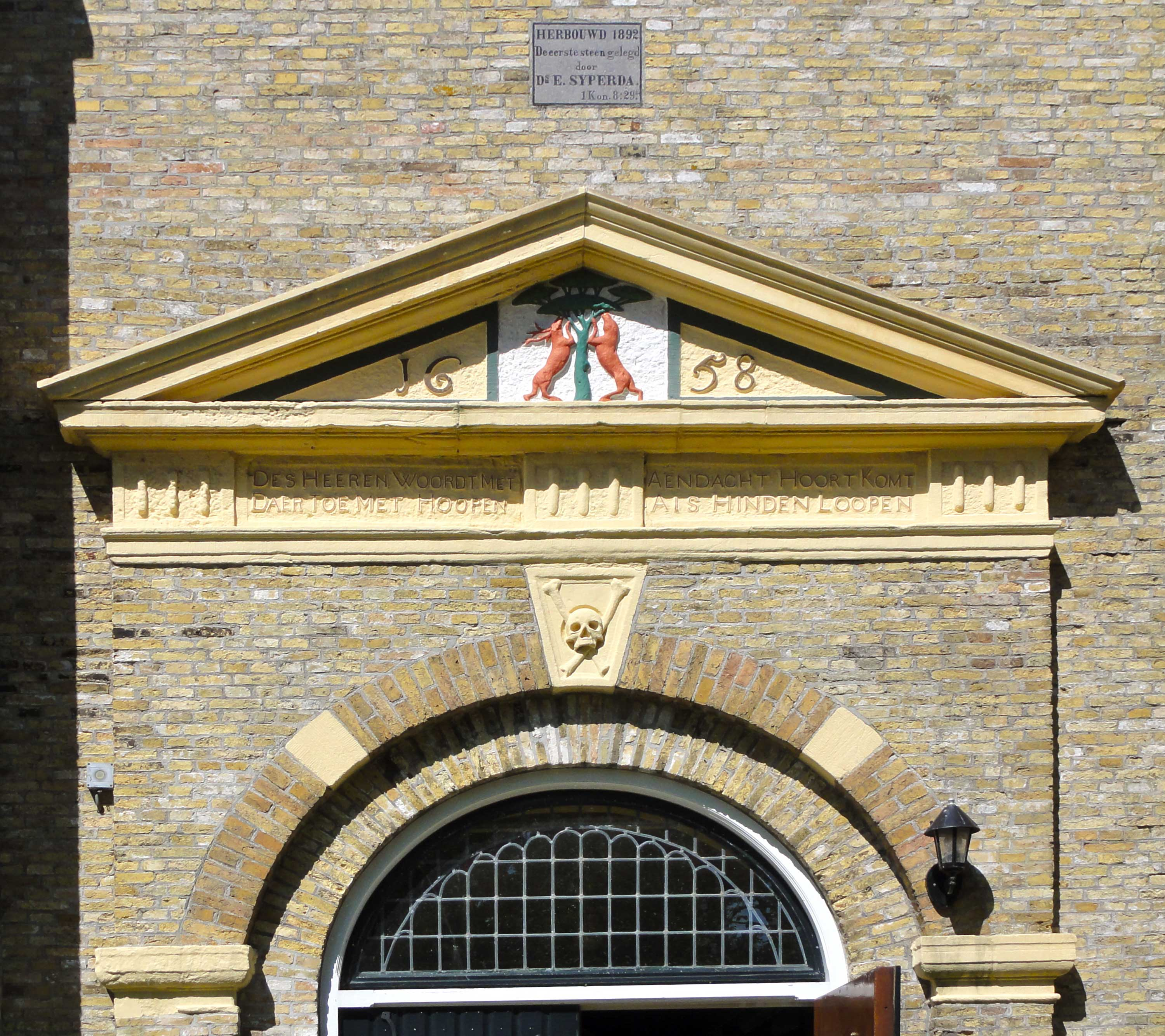
Wapen van Hindeloopen afgebeeld op de Grote Kerk